# Lavapiés 15
Lavapiés 15 fue una casa okupada en la calle y número que indica el nombre, en el barrio madrileño de Lavapiés. Existió durante seis meses, desde abril hasta octubre de 1996.
El lugar era una vieja finca en el centro de Madrid (de principios del siglo XIX), compuesta por dos edificios de viviendas anexos: uno, interior, en estado completamente ruinoso y otro, exterior, también deteriorado pero que fue utilizado como alojamiento y centro social. El inmueble permanecía sin uso desde hacía cuatro años, según los okupas y numerosos vecinos. Los propietarios, no obstante, aseguran que durante ese tiempo se mantuvo en el inmueble un taller particular de carpintería.

## Importancia para el movimientookupa
La importancia de esta casa dentro de la historia del movimiento okupa en Madrid no radica ni en el número de sus habitantes, diez, ni en la cantidad ni calidad de sus actividades como centro social, que se redujeron a, entre otros, reuniones de diversos colectivos, talleres puntuales y un bar comedor vegetariano, situado en un antiguo restaurante en la planta baja. La relevancia del Centro Social Lavapiés 15, por el contrario, se debe a que marcó un punto de inflexión en el devenir de la okupación madrileña, ya que tanto sus moradores como su público habitual no eran personas ligadas a la okupación o tenían una relación indirecta con la misma, y eran por tanto ajenas a determinadas señas de identidad y modos de funcionamiento que sí marcaban el quehacer diario en otros centros sociales. Lavapiés 15 fue el antecedente inmediato de la experiencia abierta del Centro Social El Laboratorio y el lugar desde donde la experiencia de la okupación empezó a establecer alianzas con sectores sociales y personajes públicos hasta entonces ajenos a la misma.
Fue también el lugar donde se fraguó la idea de una casa okupada de mujeres, que se concretaría en la experiencia de la Eskalera Karakola, ya que en Lavapiés 15 había un área física exclusiva de mujeres, una especie de centro social dentro del centro social.

## Desalojo
Después de un primer intento de desalojo abortado gracias a la presencia de un nutrido grupo de vecinos, éste se produjo la mañana del 8 de octubre de 1996, por orden del juzgado correspondiente. El despliegue policial fue muy importante, contando con cien agentes de la Policía Nacional y un helicóptero. De los diez okupas que habitaban el edificio, cinco de ellos simularon permanecer encerrados en éste; pero mientras la policía entraba en el edificio y buscaba a sus ocupantes para desalojarlos, éstos escaparon por los tejados, abandonando por primera vez la estrategia habitual de resistencia pasiva. La decisión fue criticada por sectores amplios del movimiento okupa, que lo consideraron una renuncia a plantear la defensa de los inmuebles okupados.